# Paranedyopus ursula
Paranedyopus ursula är en mångfotingart som beskrevs av Carl Graf Attems 1936. Paranedyopus ursula ingår i släktet Paranedyopus och familjen orangeridubbelfotingar. Inga underarter finns listade i Catalogue of Life.